# 구로에역
구로에역(일본어: 黒江駅, くろええき)은 일본 와카야마현 가이난시에 있는, 서일본 여객철도의 철도역이다. 기세이 본선이 지나가며, 기노쿠니 선 소속 열차들을 이용할 수 있다.

## 역 구조
상대식 2면 2선 구조의 지상역으로, 분기기와 절대신호기가 없기 때문에 정류소로 관리하고 있다. 역사는 선상 구조이다.
와카야마역이 관리하며, 역 업무는 JR 서일본 메인텍이 대신 하고 있다.

### 승강장
| 1 | ■ 기노쿠니 선 | 와카야마 · 덴노지 방면 |
| 2 | ■ 기노쿠니 선 | 고보 · 신구 방면       |

## 역사
- 1966년 11월 1일 - 일본국유철도 기세이 본선의 가이난역과 기미이데라역 사이에 새로이 개업하였다.
- 1987년 4월 1일 - 민영화에 따라 서일본 여객철도의 소속이 되었다.

## 인접역
| 서일본 여객철도 기세이 본선 | 서일본 여객철도 기세이 본선 | 서일본 여객철도 기세이 본선 |
| --------------------------- | --------------------------- | --------------------------- |
| 가이난 고보·기이타나베 방면 | ■ 기노쿠니 선·한와 선 쾌속  | 와카야마 ·덴노지 방면       |
| 가이난 신구 방면            | ■ 기노쿠니 선 보통          | 기미이데라 와카야마 방면    |